# وجاحور رسنت
وجاحور رسنت أو وجاحر رسينت (بمعنى: فليسلم حور الرسينتي، نسبة إلى رسينت وهو معبد يعتقد أنه كان في صا الحجر)، كان مسؤولًا رفيع المستوى في مصر القديمة عاش بين نهاية الأسرة السادسة والعشرين وبداية الأسرة السابعة والعشرين. يُعرف أساسًا بجهوده في تعزيز العادات المصرية لدى ملوك الأخمينيين الأوائل من الأسرة السابعة والعشرين.
نحن نعرف عن مسيرته المهنية المميزة والمثيرة للجدل بفضل سيرته الذاتية المنقوشة على تمثال معروف يُصوّره؛ التمثال، الذي يُعرف بشكل شائع بـNaoforo vaticano (والتي تعني بالإيطالية: "حامل الـناووس")، وُضع في الأصل في معبد نيت في صا الحجر على الأرجح في السنة الثالثة من حكم دارا الأول (حوالي 519 قبل الميلاد) وهو معروض الآن في أحد متاحف الفاتيكان (تحديدًا في المتحف الغريغوري المصري) بروما.:166

## السيرة الذاتية
في وقت مبكر من مسيرته، خلال عهود الملكين أحمس الثاني وبسماتيك الثالث، كان وجاحور رسينت قائدًا للأـسطول (أدميرال)، وطبيبًا وكاهنًا لنيت في سايس. على الأرجح كان قائد الأسطول المصري في عهد أحمس الثاني، حيث أن أحد ألقابه على نقش تمثاله هو "قائد أسطول الملك". وفقًا للنقش، كان:
| وجاحور رسنت                        | قائد البحرية الملكية في عهد ملك مصر العليا والسفلى أحمس، رئيس البحرية الملكية تحت ملك مصر العليا والسفلى بسماتيك. | وجاحور رسنت |
| — - جزء من نقش تمثال وجاحور رسينت. | |             |

بعد الهزيمة في الفرما عام 525 قبل الميلاد وغزو مصر من قبل قمبيز الثاني، أُعفي من مهامه العسكرية.:168–9
ومع ذلك، نما نفوذه بشكل غير متوقع تحت حكم الملوك الأجانب، قمبيز وخليفته دارا الأول: يبدو أن وجاحور رسينت أصبح نوعًا من المتعاونين مع الفرس، حيث نجح في الدخول إلى البلاط الملكي كمستشار وكبير أطباء. من تمثاله، نعرف أنه استخدم نفوذه لجعل قمبيز يعترف بالعادات المصرية ويحترمها. بعد تربيته على يد وجاحور رسينت، قدم الملك التحية والإجلال للإلهة نيت في سايس، بعد أن طرد العديد من الفرس الذين استوطنوا داخل المعبد؛ وقد ألف وجاحور رسينت بنفسه الألقاب الملكية لقمبيز، مُطلقًا عليه اللقب الحوري سما تاوي ("الذي يوحد الأرضين") وملك مصر العليا والسفلى (نيسوت بيتي) مسوتي رع ("ذرية رع").:169 هذه النظرة لوجاحور رسينت (وغيره من المسؤولين رفيعي المستوى في مصر الأخمينية) كـ"متعاونين" وتفسير نقشوهم تحداها مؤخرًا هـ. ب. كولبورن باعتبارها مفهومًا ناتجًا عن فكرة مسبقة لدى العلماء السابقين حول حكم الأخمينيين في مصر كونه مؤذيًا. في الواقع، الأدلة الأثرية تشير إلى أن وجاحور رسينت كان يُقدّر بعد وفاته لبعض الوقت من قبل جزء على الأقل من الشعب المصري.
بعد وفاة قمبيز (522 قبل الميلاد)، استمرت مهمة وجاحور رسينت مع دارا الأول: في الواقع، لقد رافق وجاحور رسينت دارا لدر عودة الأخير إلى شوشان وقبل عودته إلى مصر، أقنع الملك الجديد بأن يعهد إليه بإعادة تأسيس بر عنخ ("بيت الحياة")، وهو مؤسسة تعليمية وثقافية معروفة في مصر القديمة.:173
من المرجح أن وجاحور رسينت توفي لاحقًا خلال حكم دارا. قُبره الشاسع في أبوصير تم حفره بين عامي 1980 و1993، وتم العثور عليه منهوبًا في العصور القديمة.:7 ولا يزال موضوع ما إذا كان وجاحور رسينت مدفونًا بالفعل هنا أم لا محل جدل؛:79 إذا لم يكن كذلك، فمن الممكن أنه مات ودُفن في بلاد فارس بدلاً من مصر.

## قراءات إضافية
- Lopez, Francesco (2015). Democede di Crotone e Udjahorresnet di Sais. Medici primari alla corte achemenide di Dario il Grande [Democedes of Croton and Udjahorresnet of Sais. Chief physicians at the Achaemenid court of Darius the Great] (بالإيطالية). Pisa: Pisa University Press.

## روابط خارجية
- نقش وجاحور رسينت